# Löpönlampi
Löpönlampi är en sjö i kommunen Lieksa i landskapet Norra Karelen i Finland. Den är 15,8 meter djup. Arean är 35 hektar och strandlinjen är 4,3 kilometer lång. Sjön  ingår i Vuoksens huvudavrinningsområde.   Den ligger omkring 91 kilometer norr om Joensuu och omkring 450 kilometer nordöst om Helsingfors. 